# Werner-Christoph Schmauch
Werner-Christoph Schmauch, heute meist W. Christoph Schmauch oder Christoph Schmauch (* 1. Februar 1935 in Breslau) ist ein deutsch-amerikanischer evangelischer Theologe und Pfarrer.

## Leben
Schmauch ist der Sohn des evangelischen Theologen und Pfarrers Werner Schmauch, einem der Begründer der Christlichen Friedenskonferenz. Nach der achten Klasse in der Grundschule von Görlitz besuchte er von 1950 bis 1953 das Gymnasium zum Grauen Kloster in Ost-Berlin. Im April 1953 verließ er die DDR und wurde als politischer Flüchtling anerkannt. Mit Hilfe Martin Niemöllers kam er an das kirchliche Gymnasium von Laubach in Oberhessen, wo er 1955 seine Abiturprüfung ablegte. Er studierte Evangelische Theologie in Göttingen, Bonn und – nach der Emigration in die USA – in Springfield (Ohio), und wurde 1958 in der Vereinigten Lutherischen Kirche in Amerika ordiniert. Von 1958 bis 1961 betreute er lutherische Gemeinden in der Provinz Alberta in Kanada, und danach eine Gemeinde der Vereinigten Kirche Kanadas in Ontario bis 1964.
Im gleichen Jahr immigrierte er zum zweiten Mal in die USA. Er studierte am Union Theological Seminary in the City of New York und erwarb hier 1968 den Grad eines Master of Sacred Theology (STM). Gleichzeitig arbeitete er für die Methodistische Kirche als Praktikant im Kirchenzentrum für die UNO New York City (Seminar Associate at the Church Center for the United Nations), eine Position, die er bis 1970 innehatte.
Seit 1963 arbeitete er – wie schon sein Vater – in der Christlichen Friedenskonferenz mit, wurde Internationaler Sekretär der CFK und 1970 Vertreter der CFK bei der UNO als NGO. Von 1985 bis 1989 war er Stellvertretender Generalsekretär und gleichzeitig Mitglied des Europakomitees des Nationalen Kirchenrates der USA (NCC-USA).
1970 war er einer der acht Gründer und bis 1975 ehrenamtlich der Präsident der Amerikanischen Gesellschaft zum Studium der DDR (American Society for the Study of the German Democratic Republic). Die Gesellschaft hatte zeitweilig bis zu 300 Mitglieder; 1975 kam es jedoch zu einer Krise und die meisten Mitglieder verließen die Gesellschaft, die von der Forschung als insgesamt unbedeutend angesehen wird. 1970 übernahm er – zusammen mit seiner amerikanischen Frau Kathryn (Kit) – die Leitung des World Fellowship Centers in Conway (New Hampshire), einer 1941 gegründeten internationalen, interkulturellen, und interreligiösen Akademie und Sommeruniversität, die sie gemeinsam bis zu ihrer Pensionierung im Jahr 2001 betreuten.
1975 gründete er das DDR-Symposium (New Hampshire Symposium for the Study of the German Democratic Republic), ein Dialog-Projekt zwischen der DDR, der Bundesrepublik Deutschland und den USA, das für eine Woche jeden Sommer kontinuierlich 25 Jahre lang stattfand (15 Bände: Studies in GDR Culture and Society, University Press of America).
Als Executive Director of World Fellowship und als Deputy Secretary General of the Christian Peace Conference hatte Schmauch die Möglichkeit, auf sechs Kontinenten zu reisen. 1989 ehrte ihn die Evangelische Theologische Comenius-Fakultät in Prag mit der Verleihung der Würde eines Doktor theol. h. c. („labore suo....iustitia inter nationes  proferenda paceque mundana confirmanda optime meritus est“).
Als Heimatvertriebener aus Schlesien hat er sich besonders um die Verständigung und Versöhnung mit Polen bemüht und durch häufige Besuche und persönliche Kontakte zum friedlichen Miteinander in Europa beigetragen.
Schmauch lebt in Columbus (Ohio), USA. Seit 1957 ist er verheiratet mit Kathryn Hively. Sie haben drei Söhne, eine Tochter und vier Enkelkinder. 2009 feierte er sein 50. Ordinationsjubiläum in der First Church of Christ (UCC) in Conway, NH.

## Publikationen
- … zu achten aufs Wort: Ausgewählte Arbeiten. Hrsg.: Werner-Christoph Schmauch. Göttingen: Vandenhoeck & Ruprecht 1967

### Als Koautor
- Hannelotte Reiffen (Hrsg.): Christen und Marxisten in unserer Gesellschaft heute. Walter Kreck zum 75. Geburtstag; Festschrift. Köln: Pahl-Rugenstein Verlag 1983, ISBN 3-7609-0768-7
- Hannelotte Reiffen (Hrsg.): Die Friedensbewegung in den Vereinigten Staaten, Seite 187–192.
- Christoph Klessmann (Hrsg.): Kinder der Opposition, Gütersloh 1993; darin S. 138–144: Von Görlitz nach Conway
- Frank Ahlmann (Hrsg.): Perspektive und Horizonte. Schriftenreihe der Evangelischen Akademie Goerlitz, Band 3; darin: Der Säkularisierungsprozess in Europa, S. 69–82.
- W. Christoph Schmauch: Christians, Jews and Luther’s Anti-Semitism; in: Jewish Currents Reader. 1976–1986, edited by Louis Harap, New York 1987, S. 32–37 (aus: Jewish Currents magazine, November 1983).
- Christoph Schmauch: The Maze of Ideas in The Maze of Peace, edited by Alan Geyer, Friendship Press, New York 1969, S. 44–71.
- W. Christoph Schmauch: In Metanoia an independent periodical of social and cultural issues #1, summer 1991, edited by Ludek Broz, Prague, How the Churches in the USA feel Responsibility for Peace, S. 39–47: presented at the Japan Mission Conference Tokyo, Feb. 25–28, 1991. Also published in Japanese.
- W. Christoph Schmauch: The European Union and the Process of Secularization, in: Jewish Currents, March/April 2004, S. 9–11.